# 4408 Злата Коруна
4408 Злата Коруна (4408 Zlatá Koruna) — астероїд головного поясу, відкритий 4 жовтня 1988 року.
Тіссеранів параметр щодо Юпітера — 3,565.